# Tianica
Tianica (em grego: Θιανική; romaniz.: Thianiké) ou Tianitica (em grego: Θιανιτιké) foi um distrito da Ásia Menor, na região do Ponto, separado do Reino da Cólquida pelo rio Ófis. Thomas H. Dyer propôs que, na verdade, esse nome é uma corrupção do original Sanica (*Σαννική, *Sanniké), que seria uma referência aos sanos, povos conhecidos dessa região.